# Inostemma abnormale
Inostemma abnormale är en stekelart som beskrevs av Tomsík 1950. Inostemma abnormale ingår i släktet Inostemma och familjen gallmyggesteklar. Inga underarter finns listade i Catalogue of Life.